# Reinhard Häußler
Reinhard Häußler (* 3. Mai 1927 in Stuttgart; † 25. Dezember 2005 in Essen) war ein deutscher Altphilologe.

## Leben
Reinhard Häußler, der Sohn des Studiendirektors Max Häußler, besuchte das Eberhard-Ludwigs-Gymnasium seiner Heimatstadt und studierte anschließend Klassische Philologie an den Universitäten zu Freiburg und Tübingen. Am 29. Juli 1961 wurde er in Freiburg mit der Dissertation Tacitus und das historische Bewußtsein promoviert. Seit 1968 arbeitete er als Wissenschaftlicher Assistent am neugegründeten Seminar für Klassische Philologie der Universität Düsseldorf (bei Ilona Opelt). Seine Habilitation erreichte er 1973 in Freiburg, aber bereits 1975 erfolgte seine Umhabilitation an der Universität Düsseldorf. Hier wurde er 1974 zum Universitätsdozenten ernannt, 1976 zum außerplanmäßigen Professor, 1980 zum Professor. 1992 wurde er entpflichtet.
Häußler beschäftigte sich besonders mit der antiken Geschichtsschreibung und mit historischen Dimensionen in anderen Gattungen. Einen Schwerpunkt seiner Forschung bildete das Werk des römischen Historikers Tacitus.